# Energia potencial elástica
Define-se energia potencial elástica a energia potencial de uma corda ou mola que possui elasticidade.
Se considerarmos que uma mola apresenta comportamento ideal, ou seja, que toda energia que ela recebe para se deformar ela realmente armazena, podemos escrever que a energia potencial acumulada nessa mola vale:
{\displaystyle E_{pe}={k.x^{2} \over 2}}
Nessa equação, "x" representa a deformação (contração ou distensão) sofrida pela mola, e "K" chamada de constante elástica, de certa forma, mede a dificuldade para se conseguir deformá-la.
Molas frágeis, que se esticam ou comprimem facilmente, possuem pequena constante elástica. Já molas bastante duras, como as usadas na suspensão de um automóvel, possuem essa constante com valor elevado.
Pela equação de energia potencial elástica, podemos notar algo que nossa experiência diária confirma: quanto maior a deformação que se quer causar em uma mola e quanto maior a dificuldade para se deformá-la (K), maior a quantidade de energia que deve ser fornecida a ela (e consequentemente maior a quantidade de energia potencial elástica que essa mola armazenará).

## Exemplos de ocorrências
Quando alguém puxa a corda de um arco e flecha, quando estica ou comprime uma mola ou quando salta em um Bungee jumping, em todos esses casos, energia está sendo utilizada para deformar um corpo. Para poder acertar o alvo, um arqueiro tem que usar energia de seus músculos para puxar a flecha para trás e o arco para frente. Dessa forma, a corda desse instrumento fica esticada e com certa quantidade de energia armazenada. Quando o arqueiro solta a corda, a flecha recebe parte dessa energia e, com isso, adquire movimento.